# Pedro Henrique Konzen
Pedro Henrique Konzen Medina da Silva (Novo Hamburgo, Río Grande del Sur, Brasil, 16 de junio de 1990), más conocido como Pedro Henrique, es un jugador de fútbol profesional brasileño que juega como centrocampista para el Ceará.

## Clubes
| Club               | País       | Año       | Partidos | Goles |
| ------------------ | ---------- | --------- | -------- | ----- |
| EC Avenida         | Brasil     | 2010      | 2        | 0     |
| Caxias-RS          | Brasil     | 2011      | 24       | 3     |
| FC Zürich          | Suiza      | 2012-2014 | 73       | 13    |
| Stade Rennais      | Francia    | 2014-2016 | 81       | 9     |
| PAOK FC            | Grecia     | 2016-2019 | 35       | 9     |
| Qarabağ (cedido)   | Azerbaiyán | 2018      | 10       | 0     |
| FC Astana (cedido) | Kazajistán | 2018      | 18       | 3     |
| Kayserispor        | Turquía    | 2019-2021 | 61       | 18    |
| Sivasspor          | Turquía    | 2021-2022 | 30       | 8     |
| SC Internacional   | Brasil     | 2022-2024 | 70       | 18    |
| Corinthians        | Brasil     | 2024      | 11       | 1     |
| Ceará              | Brasil     | 2025-Act. | 30       | 8     |

## Palmarés

### Campeonatos regionales
| Título              | Equipo      | Región | Año  |
| ------------------- | ----------- | ------ | ---- |
| Campeonato Cearense | Ceará S. C. | Ceará  | 2025 |

### Campeonatos nacionales
| Título         | Equipo    | País       | Año     |
| -------------- | --------- | ---------- | ------- |
| Copa de Suiza  | FC Zürich | Suiza      | 2013-14 |
| Copa de Grecia | PAOK FC   | Grecia     | 2016-17 |
| Liga Premier   | Qarabağ   | Azerbaiyán | 2017-18 |
| Liga Premier   | FC Astana | Kazajistán | 2018    |
| Copa de Grecia | PAOK FC   | Grecia     | 2018-19 |
| Superliga      | PAOK FC   | Grecia     | 2018-19 |